# Horatio Fitch
Horatio Fitch   (Chicago, 16 de desembre de 1900 - Estes Park, 4 de maig de 1985) va ser un atleta estatunidenc que va competir durant la dècada de 1920.
El 1923 guanyà el títol nacional de les 440 iardes de l'AUU amb un temps de 50.0". Gràcies a aquest triomf fou convidat a prendre part en les proves de classificació pels Jocs de 1924 que van tenir lloc a Harvard un mes abans dels Jocs. La segona posició, rere John Coard Taylor, li van permetre prendre part en els Jocs Olímpics de París, on guanyà la medalla de plata en la prova dels 400 metres del programa d'atletisme. Aquesta cursa fou guanyada per Eric Liddell i és recordada per la pel·lícula Carros de foc de 1981.

## Millors marques
- 400 metres llisos. 47.8" (1924)[1][2]